# Сокирянская городская община
Сокирянская городская община (укр. Сокирянська міська громада) — территориальная община в Днестровском районе Черновицкой области Украины.
Административный центр — город Сокиряны.
Население составляет 37000 человек. Площадь — 556,9 км².
В соответствии с распоряжением Кабинета Министров Украины от 12 июня 2020 года, в состав общины вошла территория упразднённого Сокирянского района, за исключением Вашковецкого и Шишковецкого сельских советов

## Населённые пункты
В состав общины входят 1 город и 24 села:
- Город Сокиряны
- Алексеевский старостинский округ:
  - Алексеевка
  - Новоалексеевка
- Белоусовский старостинский округ:
  - Белоусовка
- Василевский старостинский округ:
  - Василевка
  - Волошково
  - Ожево
  - Раскопинцы
- Ветрянский старостинский округ:
  - Ветрянка
  - Кулишовка
- Гвоздовецкий старостинский округ:
  - Гвоздовцы
- Грубнянский старостинский округ:
  - Грубна
- Коболчинский старостинский округ:
  - Коболчин
- Корманьский старостинский округ:
  - Кормань
- Ломачинецкий старостинский округ:
  - Ломачинцы
- Михалковский старостинский округ:
  - Галица
  - Михалково
  - Непоротово
- Романковецкий старостинский округ:
  - Романковцы
- Селищанский старостинский округ:
  - Братановка
  - Селище
- Сербичанский старостинский округ:
  - Сербичаны
- Шебутинецкий старостинский округ:
  - Лопатов
  - Покровка
  - Шебутинцы